# Karşıyaka
Koordinati:  38°28′N, 27°43′E
Karşıyaka je veliko okrožje znotraj metropolitanega območja İzmirja in se nahaja ob Egejskem morju ob Izmirskem zalivu. 
Karşıyaka na vzhodu meji na industrijsko cono z ladjedelnico, na severu pa na obsežno gozdnato območje. Mesto je pomembno poslovno in trgovsko središče. Z İzmirjem ga povezuje železnica, cesta in trajekt. Vožnja s trajektom s terminala traja približno 15 minut. Poelg tega obstaja cestna povezava v Çanakkale in naprej. Karşıyaka je bila najprej oddaljeno predmestje İzmirja, vendar je zrasla in se razširila v 1960' letih, ko so se ob obali razvile stanovanjske soseske. Leta 1990 je bilo prebivalcev 424.357, leta 2000 pa 438.764.

## Geografija in okolje

### Podnebje
Karşıyaka ima mediteransko podnebje. Pozimi dežuje, poleti pa je vroče. Kot preostali İzmir, tudi Karşıyaka poleti uživa v severozahodnem vetru, imbatu, ki med vročimi dnevi hladi.

### Turistične znamenitosti
V Karşıyaki so zaradi ugodne lege v preteklosti zgradili vrsto lepih otomanskih rezidenc in levantinskih dvorcev, ki so značilni za regijo. Trije najpomembnejši dvorci v Karşıyaki so dvorci Alliotti, Van Der Zee in Löhner. 